# Костичовці
Кости́човці (болг. Костичовци) — село у Видинській області Болгарії. Входить до складу общини Димово.

## Населення
За даними перепису населення 2011 року у селі проживали 78 осіб, з них 76 осіб (97,4%) — болгари.
Розподіл населення за віком у 2011 році:
Динаміка населення: